# Gmina Drezdenko
Gmina Drezdenko je polská městsko-vesnická gmina v okrese Strzelce-Drezdenko v Lubušském vojvodství. Sídlem gminy je město Drezdenko. V roce 2017 zde žilo 17 381 obyvatel.
Gmina má rozlohu 399,9 km² a zabírá 32,04% rozlohy okresu. Skládá se z 27 starostenství.

## Částí gminy
StarostenstvíBagniewo, Czartowo, Drawiny, Goszczanowiec, Goszczanowo, Goszczanówko, Gościm, Górzyska, Grotów, Karwin, Kijów, Klesno, Kosin, Lipno, Lubiatów, Marzenin, Modropole, Niegosław, Osów, Przeborowo, Rąpin, Lubiewo, Stare Bielice, Trzebicz, Trzebicz Nowy, Zagórze, Zielątkowo
Sídla bez statusu starostenstvíTrzebicz-Młyn, Duraczewo, Jeleń, Tuczępy, Hutniki, Lipowo